# 도메사키촌
도메사키촌(留崎村)은 아오모리현 산노헤군에 놓여졌던 촌이다.

## 연혁
- 1889년 4월 1일 - 정촌제 시행에 의해 산노헤군 3촌과 합병해, 도메사키촌을 발족하였다.
- 1955년 3월 20일 - 산노헤군 산노헤정, 도가와촌, 사루베촌과 합병해, 산노헤을 신설해 소멸하였다.